# Wielka Brytania na Zimowych Igrzyskach Olimpijskich 1928
Wielką Brytanię na Zimowych Igrzyskach Olimpijskich 1928 reprezentowało 32 zawodników: 29 mężczyzn i trzy kobiety. Był to drugi start reprezentacji Wielkiej Brytanii na zimowych igrzyskach olimpijskich.

## Zdobyte medale
| Medal | Zawodnik       | Dyscyplina | Konkurencja             | Rezultat   |
| ----- | -------------- | ---------- | ----------------------- | ---------- |
| Brąz  | David Carnegie | Skeleton   | mężczyźni indywidualnie | 3:05,1 min |

## SKład kadry

### Bobsleje
Mężczyźni
| Osada | Zawodnik                                                              | Konkurencja | Ślizg 1 | Ślizg 2 | Łącznie | Pozycja |
| ----- | --------------------------------------------------------------------- | ----------- | ------- | ------- | ------- | ------- |
| GBR-2 | Henry Martineau Walter Birch Edward Hall John Gee John Dalrymple      | Piątki      | 1:40,6  | 1:45,7  | 3:26,3  | 10.     |
| GBR-1 | George Pim Frederick Browning David Griffith Guy Tracey Thomas Warner | Piątki      | 1:41,7  | 1:44,5  | 3:26,2  | 9.      |

### Hokej na lodzie
Reprezentacja mężczyzn
| - Blaine Sexton - Eric Carruthers - Ross Cuthbert - Neville Melland - Victor Tait - Charles Wylde |  | - Colin Carruthers - William Speechley - Harold Greenwood - Wilbert Hurst-Brown - John Rogers - Bernard Fawcett |

Reprezentacja Wielkiej Brytanii brała udział w rozgrywkach grupy A turnieju olimpijskiego zajmując w niej pierwsze miejsce i awansowała do dalszych rozgrywek. Ostatecznie reprezentacja Wielkiej Brytanii zajęła 4. miejsce.

#### Runda pierwsza
Grupa A
| Drużyna         | M | Mecze | Mecze | Mecze | Bramki | Bramki | Bramki | Pkt |
| Drużyna         | M | W     | R     | P     | +      | –      | +/-    | Pkt |
| --------------- | - | ----- | ----- | ----- | ------ | ------ | ------ | --- |
| Wielka Brytania | 3 | 2     | 0     | 1     | 10     | 6      | +4     | 6   |
| Francja         | 3 | 2     | 0     | 1     | 6      | 5      | +1     | 4   |
| Belgia          | 3 | 2     | 0     | 1     | 9      | 10     | -1     | 4   |
| Węgry           | 3 | 0     | 0     | 3     | 2      | 6      | -4     | 0   |

Wyniki
| 11 lutego 1928 | Wielka Brytania | 7:3 | Belgia |  |

|  |  | (3:1, 2:0, 2:2) |

| 12 lutego 1928 | Francja | 3:2 | Wielka Brytania |  |

|  |  | (0:1, 3:1, 0:0) |

| 15 lutego 1928 | Wielka Brytania | 1:0 | Węgry |  |

|  |  | (1:0, 0:0, 0:0) |

#### Runda medalowa
| Drużyna         | M | Mecze | Mecze | Mecze | Bramki | Bramki | Bramki | Pkt |
| Drużyna         | M | W     | R     | P     | +      | –      | +/-    | Pkt |
| --------------- | - | ----- | ----- | ----- | ------ | ------ | ------ | --- |
| Kanada          | 3 | 3     | 0     | 0     | 38     | 0      | +38    | 6   |
| Szwecja         | 3 | 2     | 0     | 1     | 7      | 12     | -5     | 4   |
| Szwajcaria      | 3 | 1     | 0     | 2     | 4      | 17     | -13    | 2   |
| Wielka Brytania | 3 | 0     | 0     | 3     | 1      | 21     | -20    | 0   |

Wyniki
| 17 lutego 1928 | Szwajcaria | 4:0 | Wielka Brytania |  |

|  |  | (0:0, 2:0, 2:0) |  | Sędzia główny: Platon |

| 18 lutego 1928 | Kanada | 14:0 | Wielka Brytania |  |

|  |  | (6:0, 4:0, 4:0) |  | Sędzia główny: Bell |

| 19 lutego 1928 | Szwecja | 3:1 | Wielka Brytania |  |

|  |  | (2:1, 0:0, 1:0) |  | Sędzia główny: Poplimont |

### Łyżwiarstwo figurowe
| Zawodnik                       | Konkurencja   | Nota    | Pozycja |
| ------------------------------ | ------------- | ------- | ------- |
| Kathleen Shaw                  | Solistki      | 1900,00 | 14.     |
| John Page                      | Soliści       | 1424,00 | 9.      |
| Ian Bowhill                    | Soliści       | 1202,25 | 14.     |
| Ethel Muckelt John Page        | Pary sportowe | 79,00   | 7.      |
| Kathleen Lovett Proctor Burman | Pary sportowe | 57,75   | 13.     |

### Łyżwiarstwo szybkie
Mężczyźni
| Zawodnik        | Konkurencja    | Czas    | Pozycja |
| --------------- | -------------- | ------- | ------- |
| Cyril Horn      | Bieg na 500 m  | 54,9    | 32.     |
| Cyril Horn      | Bieg na 1500 m | 2:40,0  | 24.     |
| Cyril Horn      | Bieg na 5000 m | 9:45,0  | 23.     |
| Fred Dix        | Bieg na 500 m  | 53,4    | 30.     |
| Fred Dix        | Bieg na 1500 m | 2:49,6  | 28.     |
| Fred Dix        | Bieg na 5000 m | 10:55,6 | 32.     |
| Leonard Stewart | Bieg na 500 m  | 54,8    | 31.     |
| Leonard Stewart | Bieg na 1500 m | 2:48,9  | 27.     |
| Leonard Stewart | Bieg na 5000 m | 10:40,0 | 31.     |

### Skeleton
Mężczyźni
| Zawodnik       | Ślizg 1 | Ślizg 2 | ślizg 3 | Czas Łączny | Pozycja |
| -------------- | ------- | ------- | ------- | ----------- | ------- |
| David Carnegie | 1:02,7  | 1:02,0  | 1:01,4  | 3:05,1      | brąz    |